# 洞雲寺 (飛騨市)
洞雲寺（とううんじ）は、岐阜県飛騨市神岡町船津にある曹洞宗の寺院。山号は補陀山。本尊は釈迦如来。十一面観音は飛騨三十三観音霊場第26番札所である。洞雲禅寺とも呼ばれる。

## 歴史
この寺は室町時代中期の応永年間（1394年 - 1428年）に創建されたと伝えられる。1930年（昭和5年）に発生した船津大火ではこの寺も被災している。なお、現在の堂宇は戦後再建されたものである。境内には3,000点以上の達磨を収蔵する達磨堂があり、「達磨のお寺」として親しまれている。

## 境内
- 本堂
- 達磨堂
- 鐘楼
- 庫裏
- 神岡鉱山亡者墓

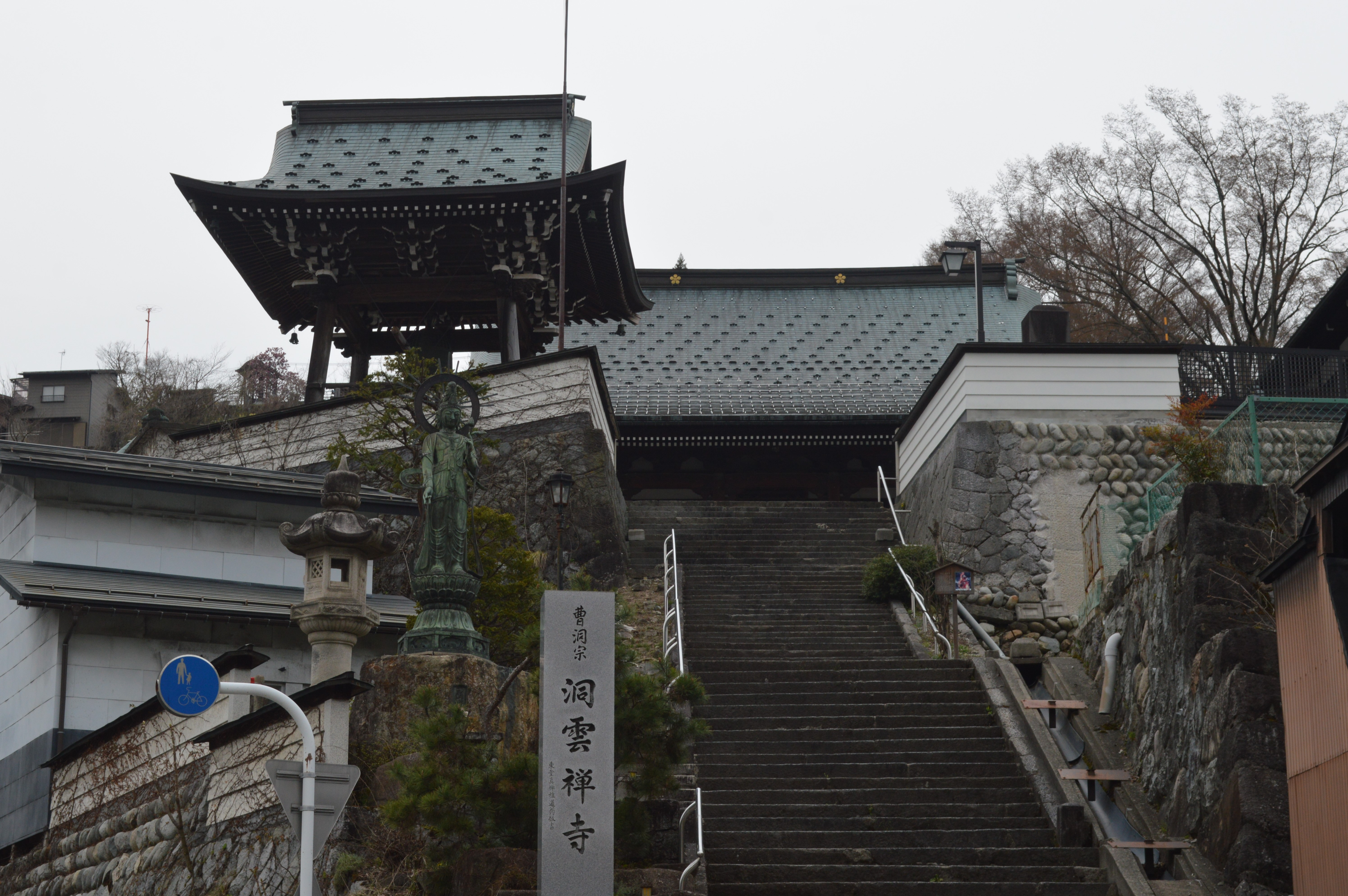
境内
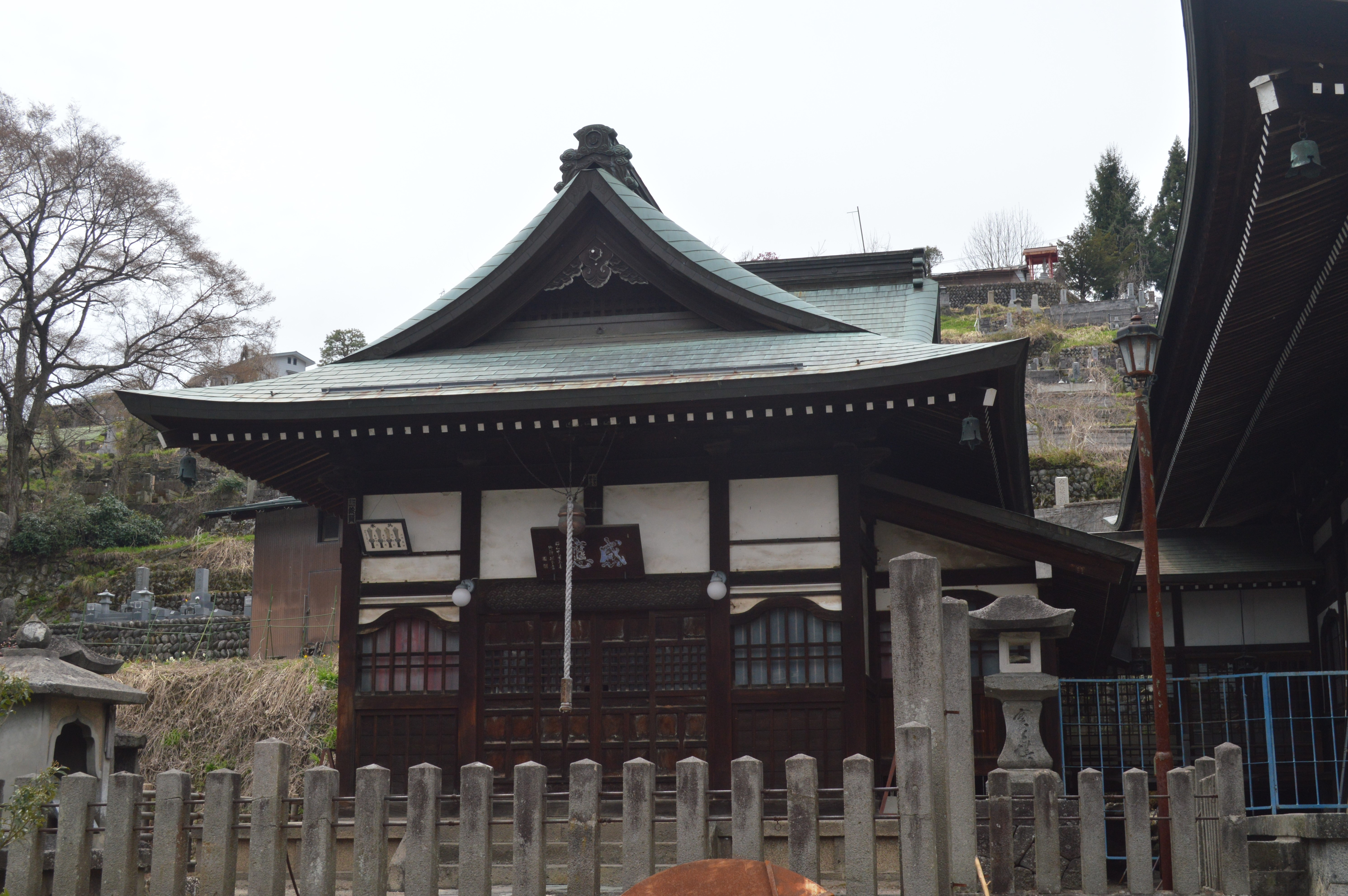
達磨堂
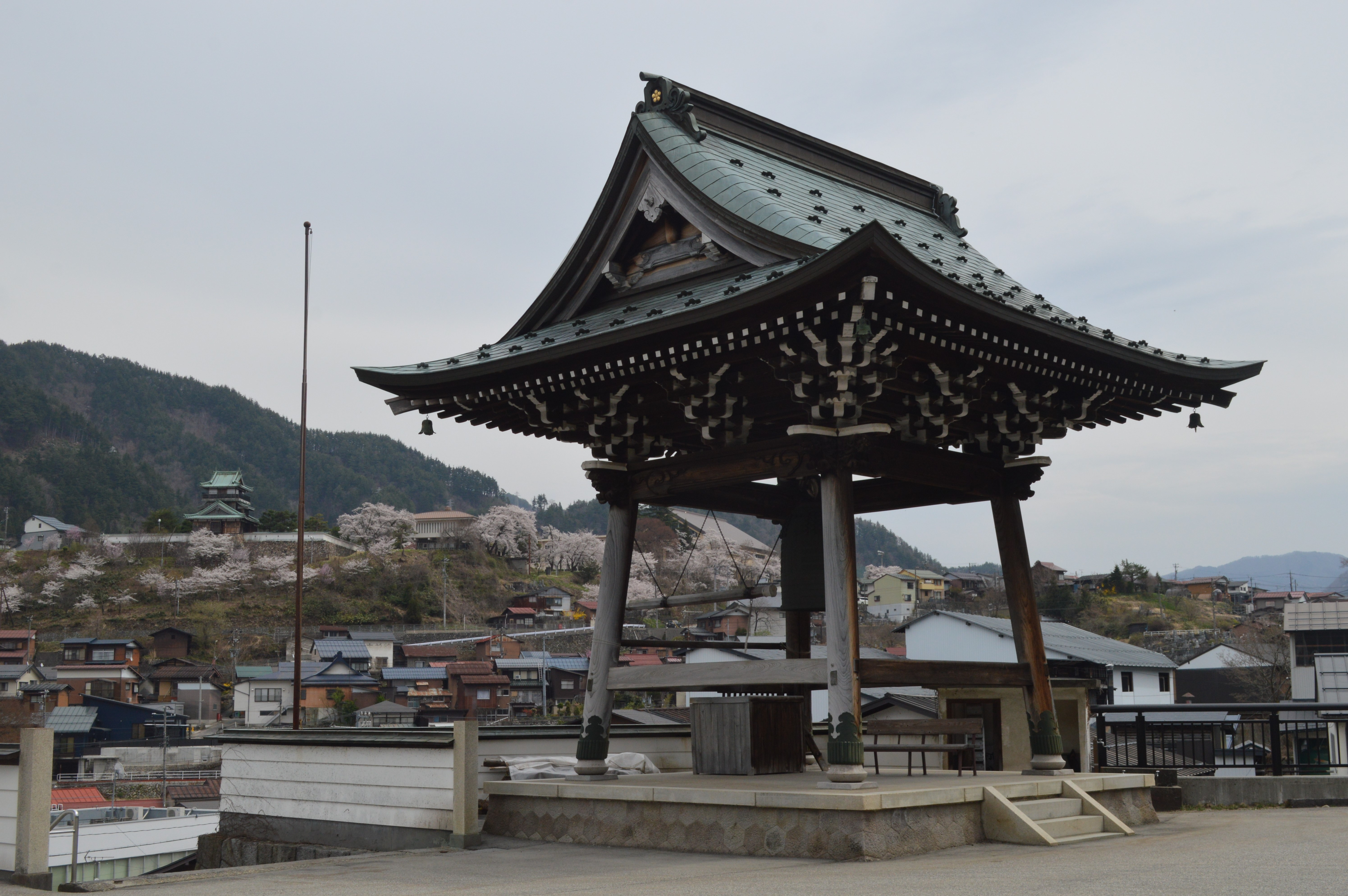
鐘楼
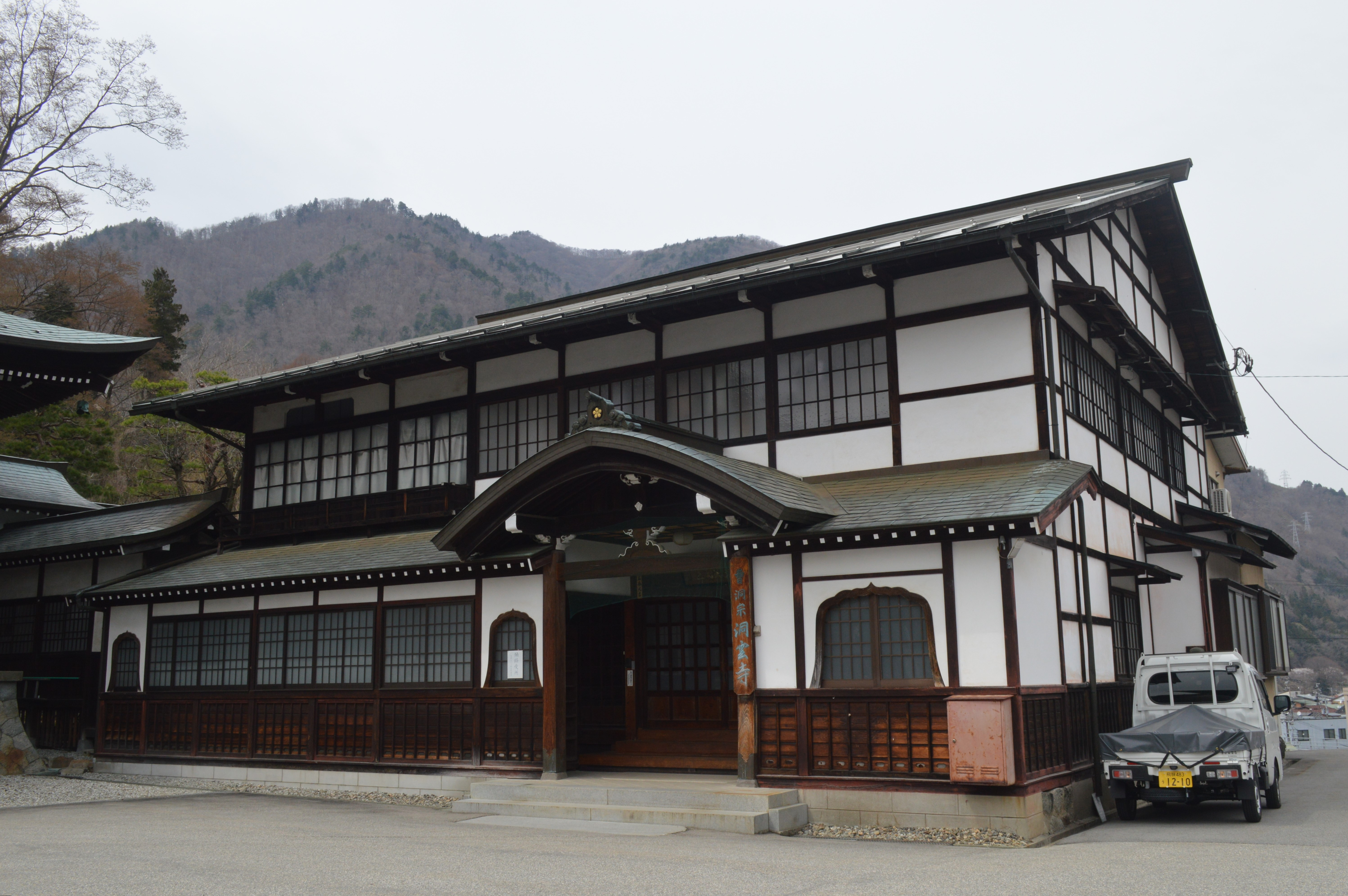
庫裏
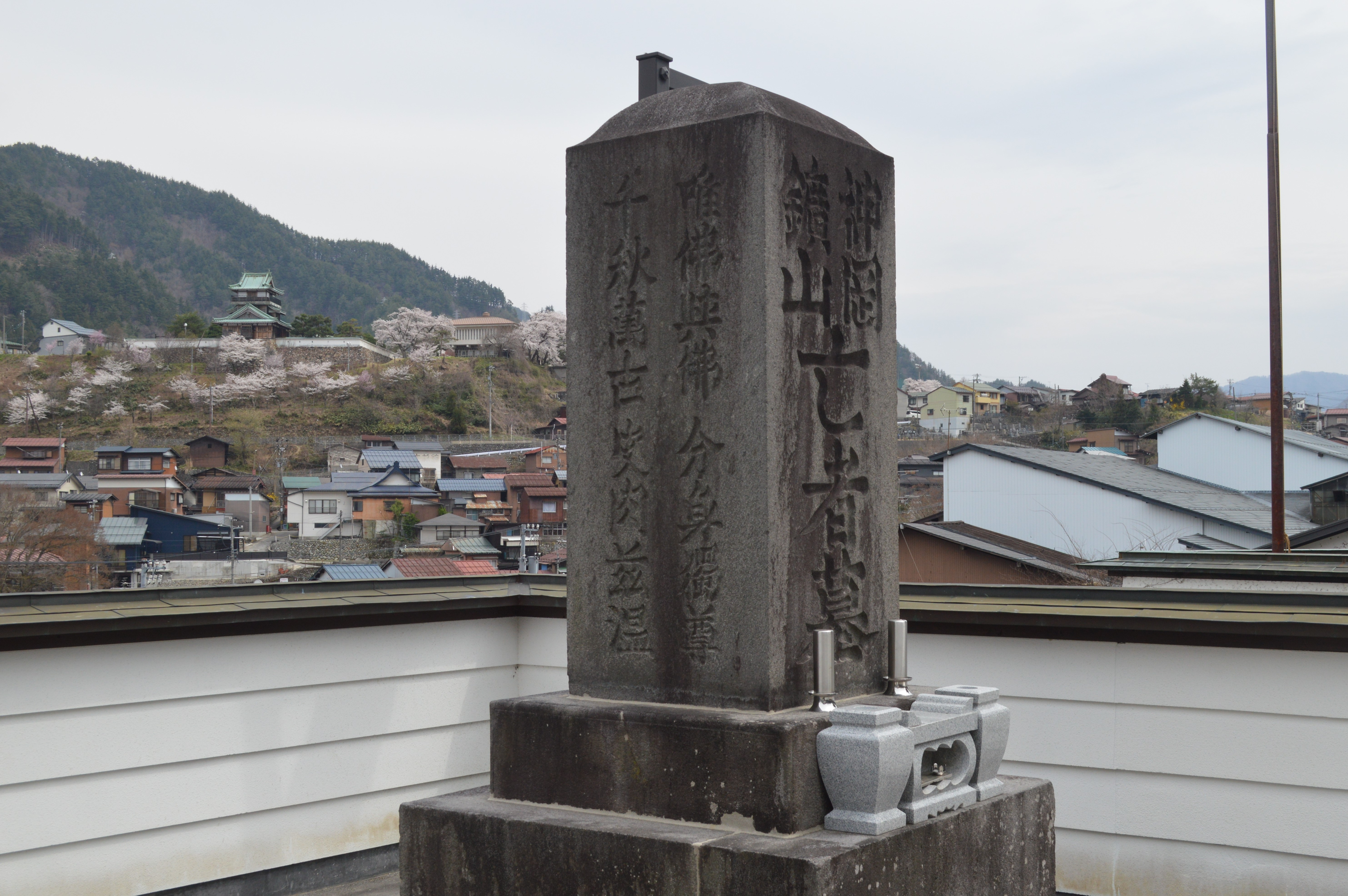
神岡鉱山亡者墓